# St. Joseph (Mainz)

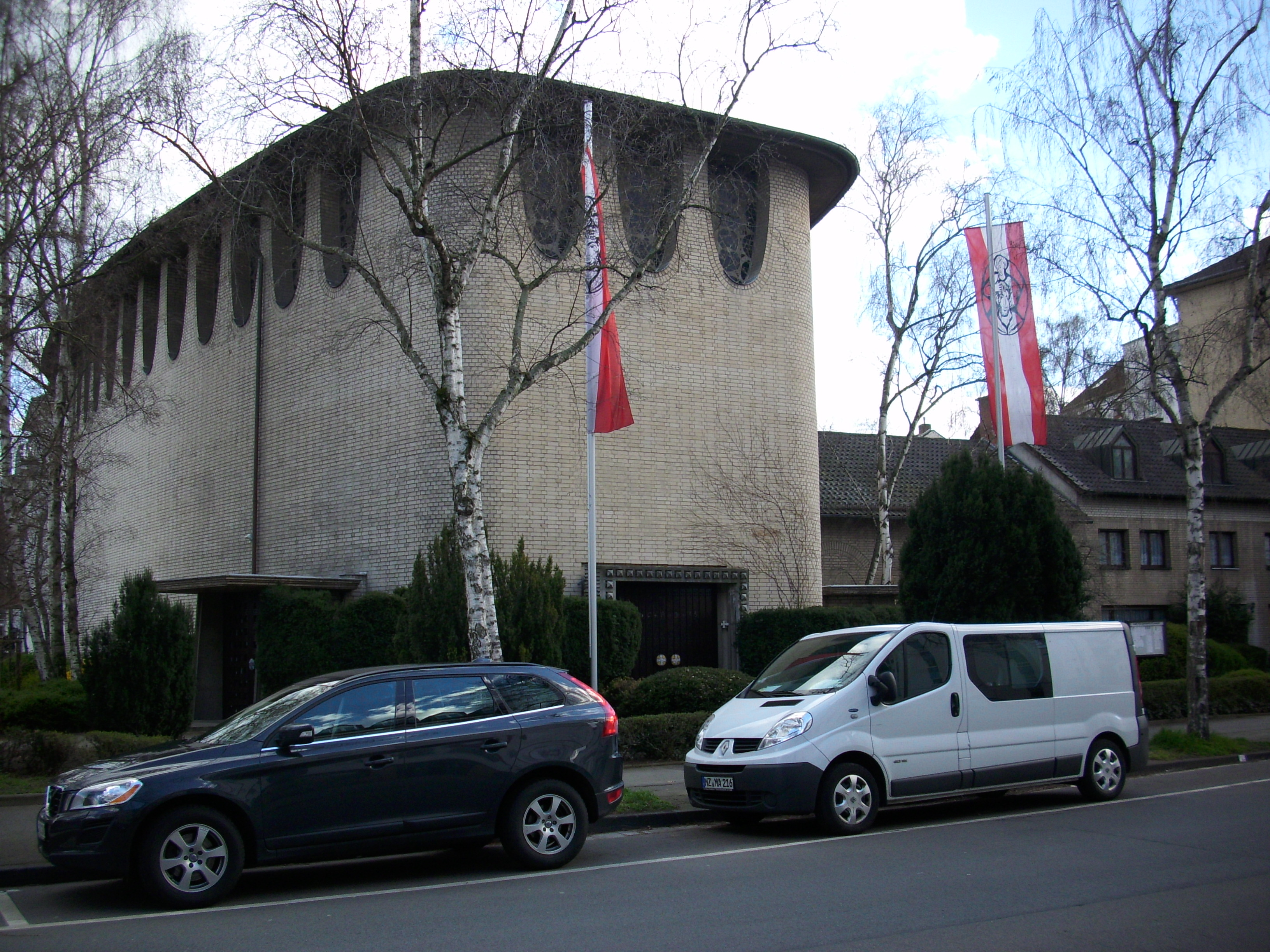
St. Joseph von Nordwesten (2015)

Die katholische Kirche St. Joseph wurde 1955–1957 in Mainz-Neustadt nach Plänen von Hugo Becker als moderner Bau in Form einer angeschnittenen Ellipse an der Ecke Josephsstraße zur Raimundistraße errichtet.

## Geschichte

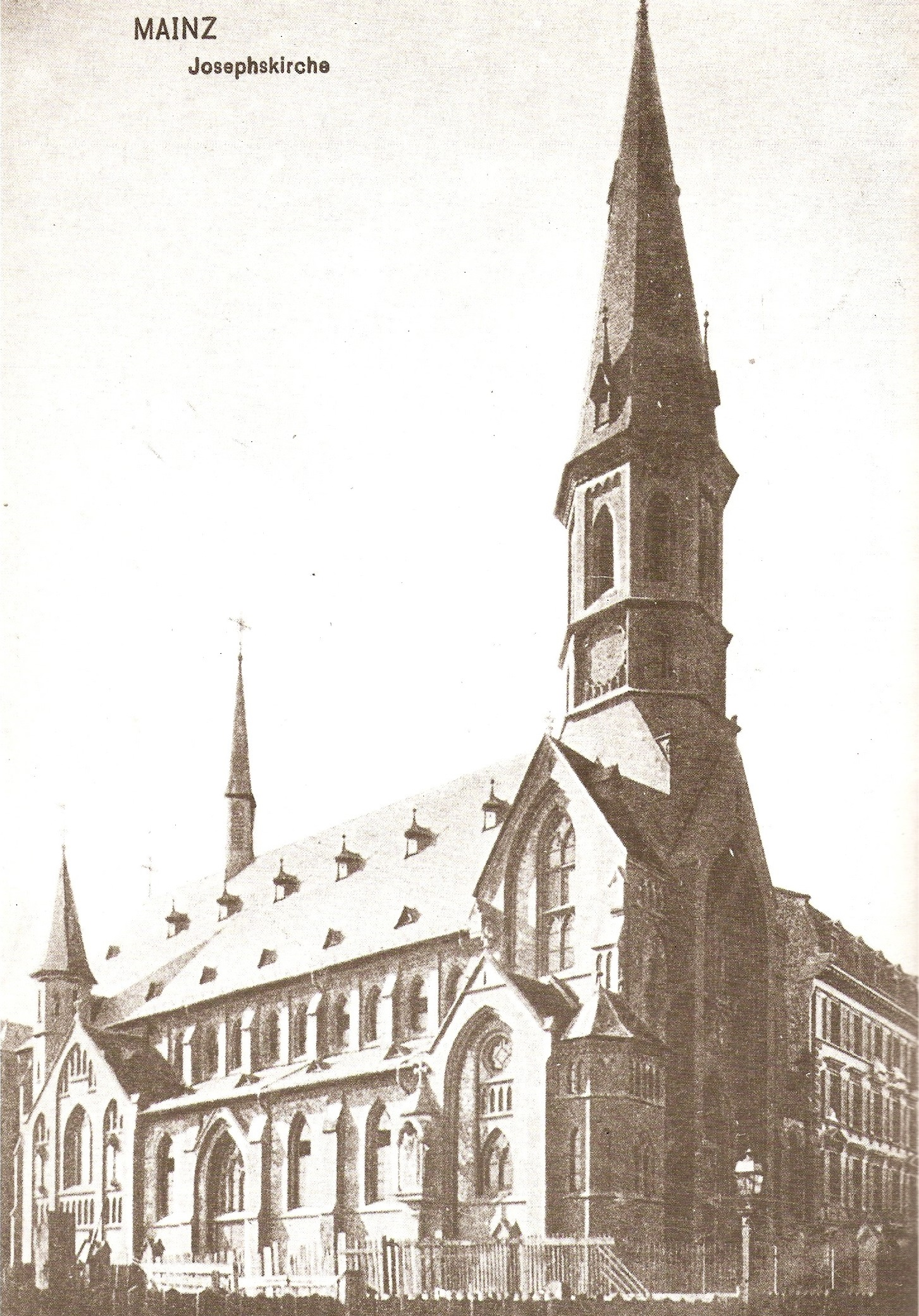
Alt-St. Joseph (etwa 1900)

Die Gemeinde wurde am 6. Dezember 1888 als Pfarrkuratie für die Neustadt errichtet. Diese Neugründung war notwendig geworden, weil durch die Stadterweiterung auf das Gartenfeld auch der Bedarf an Kirchengebäuden gewachsen war. In den vorangegangenen Jahren 1850–1887 wurde durch Aufschüttungen am Rheinufer bereits neues Gelände für die geplante Stadterweiterung geschaffen. Während dieser Zeit war das Gebiet kirchlich den Pfarreien St. Peter und St. Emmeran zugeordnet. Bis zur Errichtung der neuen Kirchengebäude bildete die Bilhildiskapelle in der Josefstraße Lage den spirituellen Mittelpunkt des Neubaugebiets. Zum Januar 1894 erfolgte eine Trennung in die selbständigen Pfarreien „St. Joseph“ und „St. Bonifaz“.
Von 1890 bis 1892 erfolgte der Bau der alten St. Josephs-Kirche, deren Einweihung am 2. Juli 1892 durch Bischof Paul Leopold Haffner stattfand. Architekt dieser Kirche im Stil der norddeutschen Backsteingotik, war der Mainzer Dombaumeister Joseph H. A. Lucas. Es kamen vorwiegend rote und gelbe Ziegel zur Verwendung. Die dreischiffige basilikale Kirchenarchitektur mündete in einen Chor mit Fünfachtelschluss. Der Orgelbauer Martin Joseph Schlimbach aus Würzburg baute für St. Joseph im Jahr 1907 eine Orgel mit 20 Registern.
Während der Luftangriffe auf Mainz am 27. Februar 1945, wurden die Räumlichkeiten zerstört. Bis 1950 wurden die Gottesdienste der Gemeinde in der Aula der Feldbergschule am Feldbergplatz und bis 1957 wiederum in der Kapelle des Bilhildisklosters zelebriert.  Nachdem ein Neubau möglich war, konnte die Gemeinde Hugo Becker als Architekt gewinnen, der gleichzeitig die Katholische Pfarrkirche St. Petrus Canisius in Mainz-Gonsenheim errichtete. Am 6. Oktober 1957 wurde die Weihe der Kirche durch Bischof Albert Stohr vorgenommen.
Der Backsteinbau ist heute als Kulturdenkmal im Nachrichtlichen Verzeichnis der Kulturdenkmäler Kreisfreie Stadt Mainz verzeichnet.

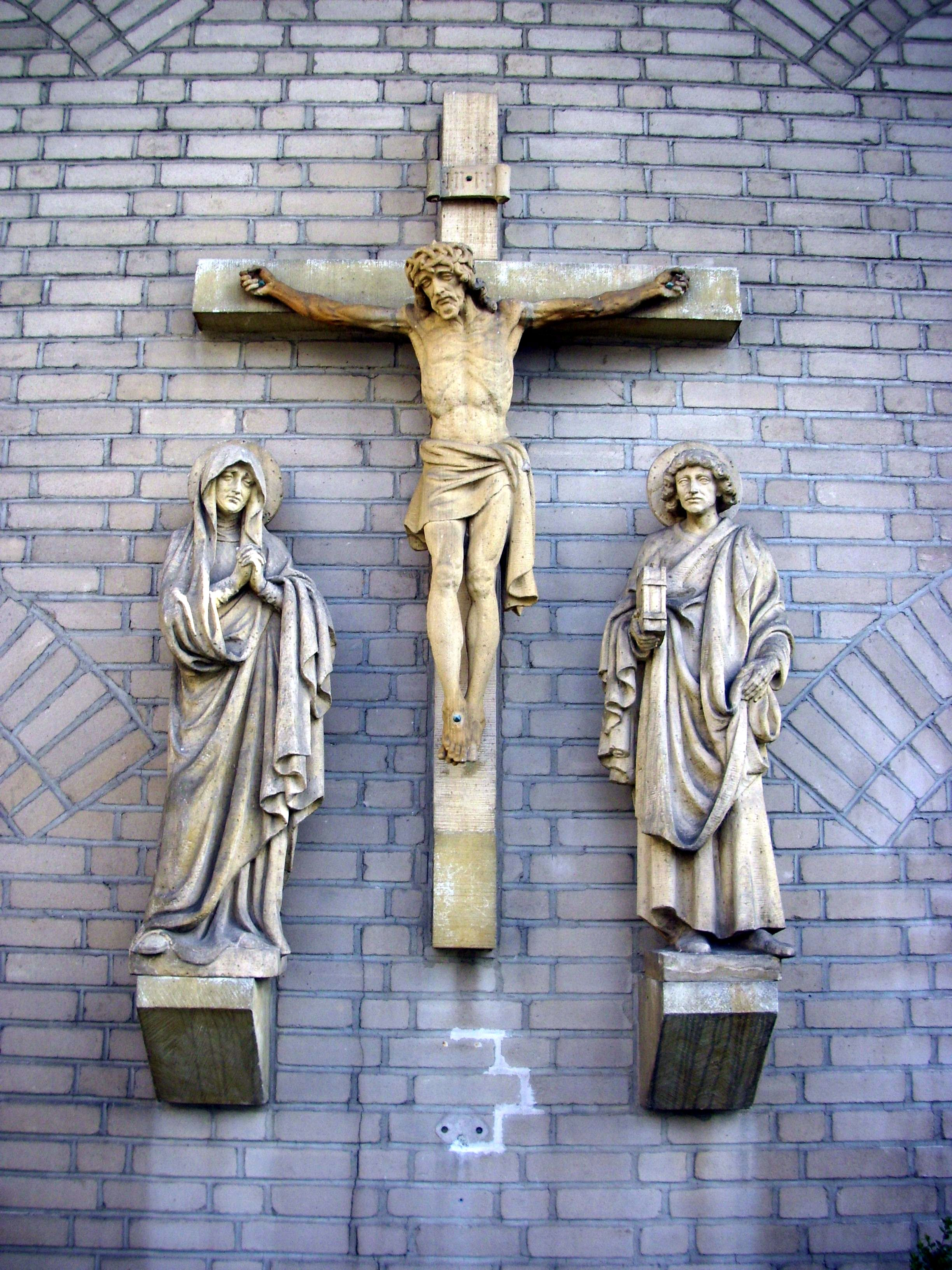
Kreuzigungsgruppe